# Тама-Центр
Станция Тама-Центр (яп. 多摩センター駅 тама сэнта: эки) — железнодорожная станция на линиях Сагамихара, Тама и Tama Toshi Monorail, расположенная в городе Тама. Станция известна как Кэйо-Тама-Центр (Кэйо), Одакю-Тама-Центр (Одакю), и Тама-Центр (Tama Monorail). На станции установлены автоматические платформенные ворота.

## Линии

### Keiō Corporation (Станция Кэйо-Тама-Центр)
Станция была открыта 18-го октября 1974 года. 2 островные платформы и 4 пути. Все поезда останавливаются на данной станции.
| 1 | ■ Линия Сагамихара | Хасимото                                             |
| 2 | ■ Линия Сагамихара | Хасимото                                             |
| 3 | ■ Линия Сагамихара | Тёфу, Мэйдаймаэ, Сасадзука, Синдзюку, Линия Синдзюку |
| 4 | ■ Линия Сагамихара | Тёфу, Мэйдаймаэ, Сасадзука, Синдзюку, Линия Синдзюку |

### Odakyū Electric Railway (Станция Одакю-Тама-Центр)
Станция была открыта 23-го апреля 1975 года. 2 пути и две платформы островного типа. Все поезда останавливаются на данной станции.
| 1 | ■ Линия Тама | Каракида                                                     |
| 2 | ■ Линия Тама | Син-Юригаока, Синдзюку, Линия Тиёда, Одавара, Катасэ-Эносима |

### Tama Toshi Monorail (Станция Тама-Центр)
Станция была открыта 10-го января 2000 года. 2 пути и 2 боковых платформы.
| 1 2 | ■ Tama Toshi Monorail | Такахатафудо, Татикава-Кита, Тамагава-Дзёсуй, Камикитадай |

## Окрестности станции
Станция расположена в "сердце" строящегося пригородного района Tama New Town, и в её окрестностях расположено множество торговых центров и муниципальных учреждений.

## История
- 18 октября, 1974: Открывается станция Кэйо-Тама-Центр на линии Сагамихара
- 23 апреля, 1975: Открывается станция Одакю-Тама-Центр на линии Тама
- 28 мая, 1992: Поезда типа Special express начинают регулярно курсировать по линии Сагамихара, останавливаясь на станции Тама-Центр.
- 10 января, 2000: Открывается станция линии Tama Toshi Monorail
- 2 декабря, 2000: Поезда типов Special express Homeway и express начинают регулярно курсировать по линии Тама, останавливаясь на станции Тама-Центр.
- 25 марта, 2001: По линии Сагамихара начинают ходить поезда типа express, останавливаясь на станции Тама-Центр; Поезда типа special express упразднены.
- 23 марта, 2002: Поезда типа Tama Express начинают регулярно курсировать по линии Тама, останавливаясь на станции Тама-Центр.
- 11 декабря, 2004: Поезда типа Section semi-express начинают регулярно курсировать по линии Тама, останавливаясь на станции Тама-Центр.
- Май 2005 - Март 2006: Перестройка станции Одакю-Тама-Центр.
- 15 марта, 2008: Поезда типа Special express Metro Homeway начинают регулярно курсировать по линии Тама, останавливаясь на станции Тама-Центр.

## Близлежащие станции
| «                   | «                | Вид обслуживания           | »                | »                |
| Линия Сагамихара    | Линия Сагамихара | Линия Сагамихара           | Линия Сагамихара | Линия Сагамихара |
| ------------------- | ---------------- | -------------------------- | ---------------- | ---------------- |
| Кэйо-Нагаяма        |                  | Local                      |                  | Кэйо-Хориноути   |
| Кэйо-Нагаяма        |                  | Rapid, Commuter Rapid      |                  | Кэйо-Хориноути   |
| Кэйо-Нагаяма        |                  | Express                    |                  | Минами-Осава     |
| Линия Тама          |                  |                            |                  |                  |
| Одакю-Нагаяма       |                  | Local                      |                  | Каракида         |
| Одакю-Нагаяма       |                  | Section Semi-Express       |                  | Каракида         |
| Одакю-Нагаяма       |                  | Express                    |                  | Каракида         |
| Одакю-Нагаяма       |                  | Tama Express               |                  | Каракида         |
| Одакю-Нагаяма       |                  | Special Express Romancecar |                  | Каракида         |
| Tama Toshi Monorail |                  |                            |                  |                  |
| Мацугая             |                  | Local                      |                  | Конечная станция |